# Solomon Quetsch
Pour l’article homonyme, voir Quetsch.
Solomon Quetsch (yiddish : שלמה קוועטש) est un rabbin et talmudiste autrichien, né le 13 octobre 1798 à Nicolsbourg (margraviat de Moravie) et mort le 30 janvier 1856 dans la même ville.

## Biographie
Il étudie à la yéchiva de sa ville natale auprès de Mordekhaï Benet, dont il est le premier disciple. Il est ensuite rabbin à Piesling, à Leipnik puis durant quelques mois à Nikolsburg, où il succède à Samson Raphael Hirsch.
Traditionaliste, Quetsch se distingue par son tempérament tolérant et bienveillant.
Parmi ses écrits, on ne connaît aujourd'hui que quelques novellæ, publiées en 1862 sous le titre Chokmat Shelomoh dans la collection « Harha-Mor » par Moses Löb Kohn (Vienne).

## Sources
- (en) Cet article est partiellement ou en totalité issu de l’article de Wikipédia en anglais intitulé « Solomon Questch » (voir la liste des auteurs).
- Cet article contient des extraits de la Jewish Encyclopedia de 1901–1906 dont le contenu se trouve dans le domaine public.